# Manulife Financial
Manulife Financial Corporation — канадская страховая и инвестиционная компания, входящая в число крупнейших в мире. Основными регионами деятельности являются Канада, США (через дочернюю компанию John Hancock Financial) и Юго-Восточная Азия.
В 2015 году компания заняла 57-е место среди крупнейших инвестиционных компаний мира по размеру активов под управлением ($310 млрд). На конец 2020 года активы под управлением составляли C$1,297 трлн (US$975 млрд.

## История
Компания была основана актом парламента Канады от 23 июня 1887 года под названием The Manufacturers Life Insurance Company (Компания по страхованию жизни производственников). Её первым президентом стал премьер-министр Канады Джон Макдональд. Уже до конца XIX века компания вела деятельность не только в Канаде, но и в Латинской Америке, Китае и Гонконге. В 1958 году компания была преобразована из акционерной во взаимную, то есть она стала собственностью не акционеров, а держателей страховых полисов. В 1984 году была куплена также расположенная в провинции Онтарио страховая компания Dominion Life Assurance Company. В 1996 году с китайской компанией Sinochem была образована совместная компания Zhong Hong Life Insurance Co. Ltd.
В 1999 году Manulife была преобразована обратно в акционерную, её акции были размещены на фондовых биржах Торонто, Нью-Йорка, Гонконга и Филиппин. В 2002 году Zhong Hong Life Insurance Co. Ltd., до того действовавшая только в Шанхае, получила лицензию на открытие офиса в Гуанчжоу, а в следующем году и в других городах КНР.
В 2003 году произошло слияние Manulife с американской компанией John Hancock Financial Services, Inc. На 2004 год, когда была завершена сделка, образовавшаяся компания была крупнейшим страховщиком Канады, вторым крупнейшим в Северной Америке и пятым крупнейшим в мире. В 2014 году за $3,7 млрд были куплены канадские дочерние компании британской страховой компании Standard Life.
В 2015 и 2016 годах Manulife существенно увеличила своё присутствие на рынке пенсионного страхования, купив соответствующие дочерние компании New York Life и Standard Chartered.

## Руководство
- Джон Кэсседи (John M. Cassaday) — председатель правления с 2017 года, член совета директоров с 1993 года.
- Рой Гори (Roy Gori) — президент и главный исполнительный директор (CEO) с 2017 года.

## Деятельность
В 2020 году в структуре выручки основная часть пришлась на страховые премии, 41,4 млрд канадских долларов из 78,9 млрд оборота, ещё 35,4 млрд принёс инвестиционный доход; страховые выплаты, рента и другие выплаты составили 55,2 млрд долларов. Активы на конец года составили 880,3 млрд, из них 411 млрд пришлось на инвестиции (в том числе 218,7 млрд — в корпоративные и другие облигации). Компания обслуживает около 30 млн клиентов. Персонал компании составляет около 37 тысяч, а также 118 тысяч агентов, в распространении страховых и инвестиционных продуктов Manulife участвуют независимые представители и компании-партнёры, в частности DBS Bank и Standard Chartered.
Основные подразделения компании:
- Канада — главный офис подразделения находится в городе Ватерлоо провинции Онтарио; оборот подразделения в 2020 году составил 18,6 мдрд, активы — 167,2 млрд долларов.
- США — главный офис подразделения находится в городе Бостон штата Массачусетс, оборот составил 23,4 млрд, активы — 288,8 млрд долларов.
- Азия — главный офис подразделения находится в Гонконге, также работают отделения в КНР, Макао, Камбодже, Индонезии, Японии, Малайзии, Филиппинах, Сингапуре, Таиланде, Вьетнаме, Мьянме; выручка подразделения составила 28,5 млрд, активы — 145,8 млрд долларов.
- Глобальное управление активами — оборот составил 5,7 млрд, активы — 236,6 млрд долларов.

|                     | 2009  | 2010   | 2011  | 2012  | 2013  | 2014  | 2015  | 2016  | 2017  | 2018  | 2019  | 2020  |
| ------------------- | ----- | ------ | ----- | ----- | ----- | ----- | ----- | ----- | ----- | ----- | ----- | ----- |
| Оборот              | 40,11 | 37,62  | 50,98 | 29,11 | 18,67 | 54,52 | 34,43 | 53,34 | 58,32 | 38,97 | 79,57 | 78,91 |
| Чистая прибыль      | 1,420 | -1,526 | 0,245 | 1,735 | 3,166 | 3,593 | 2,290 | 3,133 | 2,262 | 4,887 | 5,502 | 5,576 |
| Активы              | 397,6 | 424,8  | 462,1 | 485,0 | 513,6 | 579,4 | 702,9 | 720,7 | 729,5 | 750,3 | 809,1 | 880,3 |
| Собственный капитал | 28,91 | 24,68  | 24,88 | 25,16 | 29,03 | 33,93 | 41,94 | 42,82 | 41,01 | 45,96 | 50,11 | 53,01 |

## Дочерние компании
Manulife Financial Corporation является холдинговой компанией для канадской компании по страхованию жизни The Manufacturers Life Insurance Company и зарегистрированной на Бермудских островах компании по перестрахованию John Hancock Reassurance Company Ltd. Дочерними компаниями The Manufacturers Life Insurance Company на конец 2020 года являются:
- Manulife Holdings (Alberta) Limited (Калгари, Канада, холдинговая компания)
  - John Hancock Financial Corporation (Уилмингтон, Делавэр, США, холдинговая компания)
    - The Manufacturers Investment Corporation (Мичиган, США, холдинговая компания)
      - John Hancock Life Insurance Company (U.S.A.) (Мичиган, США, страхование жизни во всех штатах США кроме Нью-Йорка)
        - John Hancock Subsidiaries LLC (Уилмингтон, Делавэр, США, холдинговая компания)
          - John Hancock Financial Network, Inc. (Бостон, Массачусетс, США)
          - John Hancock Advisers, LLC (Бостон, Массачусетс, США, компания по управлению активами)
            - John Hancock Funds, LLC (Бостон, Массачусетс, США, брокерские услуги)

          - Manulife Asset Management (US) LLC (Уилмингтон, Делавэр, США, компания по управлению активами)
          - Hancock Natural Resource Group, Inc. (Бостон, Массачусетс, США, управление объектами лесного и сельского хозяйства в различных странах)

        - John Hancock Life Insurance Company of New York (Нью-Йорк, США, страхование жизни в штате Нью-Йорк)
        - John Hancock Investment Management Services, LLC (Бостон, Массачусетс, США, инвестиционные консультации)
        - John Hancock Life & Health Insurance Company (Бостон, Массачусетс, США, страхование во всех штатах США)
        - John Hancock Distributors LLC (Уилмингтон, Делавэр, США, брокерские услуги)

      - John Hancock Insurance Agency, Inc. (Уилмингтон, Делавэр, США, страховое агентство)
      - John Hancock Insurance Company of Vermont (Вермонт, США, страхование)
      - Manulife Reinsurance Limited (Гамильтон, Бермудские острова, перестрахование)
- Manulife Bank of Canada (Ватерлоо, Канада, банковские услуги)
- Manulife Asset Management Holdings (Canada) Inc. (Торонто, Канада, холдинговая компания)
  - Manulife Asset Management Limited (Торонто, Канада, инвестиционные консультации и управление взаимными фондами в Канаде)
- First North American Insurance Company (Торонто, Канада, страхование собственности)
- NAL Resources Management Limited (Калгари, Канада, управляющая компания для нефте- и газодобывающих активов)
- Manulife Resources Limited (Калгари, Канада, владеет нефте- и газодобывающими активами)
- Manulife Property Limited Partnership (Торонто, Канада, получает роялти от нефте- и газодобывающих активов)
- Manulife Securities Investment Services Inc. (Оквилл, Канада, управление взаимными фондами)

Manulife Holdings (Bermuda) Limited (Гамильтон, Бермудские острова, холдинговая компания)
- - Manufacturers P & C Limited (Сент-Майкл, Барбадос, перестрахование)
  - Manulife Financial Asia Limited (Гонконг, КНР, холдинговая компания)
    - Manulife (Cambodia) PLC (Пномпень, Камбоджа, страховая компания)
    - Manufacturers Life Reinsurance Limited (Сент-Мишель, Барбадос, перестрахование)
    - Manulife (Vietnam) Limited (Вьетнам, страхование жизни)
      - Manulife Asset Management (Vietnam) Company Limited (Вьетнам, управление инвестиционными фондами)

    - Manulife International Holdings Limited (Гонконг, КНР, холдинговая компания)
      - Manulife (International) Limited (Гонконг, КНР, холдинговая компания)
        - Manulife-Sinochem Life Insurance Co. Ltd. (51 %, Шанхай, КНР, страхование жизни)

      - Manulife Asset Management International Holdings Limited (Гонконг, КНР, холдинговая компания)

    - Manulife Life Insurance Company (Токио, Япония, страхование жизни)
      - Manulife Asset Management (Japan) Limited (Токио, Япония, управление взаимными и другими инвестиционными фондами)

    - Manulife Insurance (Thailand) Public Company Limited (91,9 %, Бангкок, Таиланд, страхование жизни)
      - Manulife Asset Management (Thailand) Company Limited (94,2 %, Бангкок, Таиланд, управление инвестиционными фондами)

    - Manulife Holdings Berhad (59,5 %, Куала-Лумпур, Малайзия, холдинговая компания) *** Manulife (Singapore) Pte. Ltd. (Сингапур, страхование жизни)
    - Manulife Asset Management (Singapore) Pte. Ltd. (Сингапур, управление инвестиционными фондами)
    - The Manufacturers Life Insurance Co. (Phils.), Inc. (Макати, Филиппины, страхование жизни)
      - Manulife Chinabank Life Assurance Corporation (60 %, Макати, Филиппины, страхование жизни)
- PT Asuransi Jiwa Manulife Indonesia (Джакарта, Индонезия, страхование жизни)
  - PT Manulife Aset Manajemen Indonesia (Джакарта, Индонезия, управление инвестиционными фондами)
- Manulife Asset Management (Europe) Limited (Лондон, Англия, управление международными фондами Manulife Financial)
- Manulife Assurance Company of Canada (Торонто, Канада, страхование жизни)
- EIS Services (Bermuda) Limited (Гамильтон, Бермудские острова, инвестиционная холдинговая компания)
- Berkshire Insurance Services Inc. (Торонто, Канада, инвестиционная холдинговая компания)
  - JH Investments (Delaware) LLC (Бостон, США, инвестиционная холдинговая компания)
- Manulife Securities Incorporated (Оквилл, Канада, инвестиционный дилер)
- Manulife Asset Management (North America) Limited (Торонто, Канада, инвестиционные консультации)
- Regional Power Inc. (Миссиссога, Канада, проекты в сфере гидроэнергетики)